# فيليت سور أن
فيليت سور أن (بالفرنسية: Villette-sur-Ain)‏ هي بلدية فرنسية تقع في إقليم الآن في فرنسا. رمز إنسي لها هو:1449. أما الرمز البريدي لها فهو: 1320.

## أعلام
- ماري بورجوازي